# 12598 Sierra
12598 Sierra è un asteroide della fascia principale. Scoperto nel 1999, presenta un'orbita caratterizzata da un semiasse maggiore pari a 2,7426784 au e da un'eccentricità di 0,0724352, inclinata di 9,47332° rispetto all'eclittica.
L'asteroide è dedicato alla studentessa statunitense Elizabeth Sierra.